# Tico-tico-cantor
O tico-tico-cantor é uma ave passeriforme da família Passerellidae de nome científico Arremonops conirostris e presença em Honduras, Equador, Venezuela e Brasil. No Brasil, sua presença está restrita a Roraima.
Possui o corpo cinza com costas esverdadas e listras pretas na cabeça, sendo ambos sexos semelhantes e vistos em emaranhados e arbustos, na borda das florestas. Medem cerca de 16,5 centímetos e pesam entre 26 e 42 gramas, alimentando-se de sementes, pequenos artrópodes e alguns frutos.
Possui sete subespécies reconhecidas:
- Arremonops conirostris conirostris (Bonaparte, 1850).
- Arremonops conirostris richmondi (Ridgway, 1898).
- Arremonops conirostris striaticeps (Lafresnaye, 1853).
- Arremonops conirostris inexpectatus (Chapman, 1914).
- Arremonops conirostris umbrinus (Todd, 1923).
- Arremonops conirostris pastazae (Krabbe & Stejskal, 2008).
- Arremonops conirostris viridicatus (Wetmore, 1957).